# Brudkullen
Brudkullen är ett naturreservat i Åmåls kommun i Västra Götalands län.
Området är naturskyddat sedan 2017 och är 13 hektar stort. Reservatet omfattar höjden med detta namn och områden norrut. Reservatet består av hällmarker och tallskog samt i östsluttningen gran med en del ek och lönn.